# Convocazioni per il campionato europeo maschile under 21 di calcio 2015
Elenco dei giocatori convocati al Campionato europeo di calcio Under-21 2015 da ciascuna Nazionale partecipante.
Le liste ufficiali, composte da ventitré giocatori (di cui tre portieri), sono state presentate alla UEFA entro il 7 giugno 2015. Fino a ventiquattro ore prima della partita d'esordio della squadra, tuttavia, è ancora ammessa la possibilità di sostituire uno o più convocati in caso di infortunio che ne pregiudichi la disputa del torneo.
Sono selezionabili i giocatori nati dopo il 1º gennaio 1992.
L'età dei giocatori riportata è relativa al 17 giugno 2015, data di inizio della manifestazione, il numero di presenze e gol al 7 giugno 2015, data di presentazione delle liste.

## Gruppo A

### Rep. Ceca
Commissario tecnico:  Jakub Dovalil
Il 25 maggio 2015 è stata ufficializzata una lista provvisoria di 27 giocatori. La lista definitiva è stata resa nota il 7 giugno 2015.
| N. | Pos. | Giocatore       | Data nascita (età)          | Pres. | Reti | Squadra          |
| -- | ---- | --------------- | --------------------------- | ----- | ---- | ---------------- |
| 1  | P    | Tomáš Koubek    | 26 agosto 1992 (22 anni)    | 13    | 0    | Hradec Králové   |
| 2  | D    | Pavel Kadeřábek | 25 aprile 1992 (23 anni)    | 4     | 0    | Sparta Praga     |
| 3  | A    | Václav Kadlec   | 20 maggio 1992 (23 anni)    | 13    | 7    | Sparta Praga     |
| 4  | C    | Adam Jánoš      | 20 luglio 1992 (22 anni)    | 9     | 0    | Vysočina Jihlava |
| 5  | D    | Jakub Brabec    | 6 agosto 1992 (22 anni)     | 11    | 0    | Sparta Praga     |
| 6  | C    | Ondřej Petrák   | 11 marzo 1992 (23 anni)     | 9     | 1    | Norimberga       |
| 7  | C    | David Houska    | 29 giugno 1993 (21 anni)    | 13    | 0    | Sigma Olomouc    |
| 8  | C    | Jaromír Zmrhal  | 2 agosto 1993 (21 anni)     | 16    | 1    | Slavia Praga     |
| 9  | C    | Jan Kliment     | 1º settembre 1993 (21 anni) | 1     | 1    | Vysočina Jihlava |
| 10 | A    | Jiří Skalák     | 12 marzo 1992 (23 anni)     | 14    | 1    | Mladá Boleslav   |
| 11 | C    | Martin Frýdek   | 24 marzo 1992 (23 anni)     | 8     | 0    | Slovan Liberec   |
| 12 | C    | Michal Trávník  | 17 maggio 1994 (21 anni)    | 7     | 2    | Slovácko         |
| 13 | C    | Ladislav Krejčí | 5 luglio 1992 (22 anni)     | 5     | 0    | Sparta Praga     |
| 14 | C    | Ladislav Takács | 15 luglio 1996 (18 anni)    | 5     | 1    | Teplice          |
| 15 | D    | Jan Baránek     | 26 giugno 1993 (21 anni)    | 7     | 0    | Viktoria Plzeň   |
| 16 | P    | Jiří Pavlenka   | 14 aprile 1992 (23 anni)    | 6     | 0    | Baník Ostrava    |
| 17 | C    | Tomáš Přikryl   | 4 luglio 1992 (22 anni)     | 10    | 1    | Dukla Praga      |
| 18 | C    | Lukáš Masopust  | 12 febbraio 1993 (22 anni)  | 8     | 0    | Jablonec         |
| 19 | D    | Matěj Hybš      | 3 gennaio 1993 (22 anni)    | 9     | 0    | Vysočina Jihlava |
| 20 | D    | Jakub Jugas     | 5 maggio 1992 (23 anni)     | 9     | 0    | Dukla Praga      |
| 21 | D    | Matěj Hanousek  | 2 giugno 1993 (22 anni)     | 12    | 1    | Zbrojovka Brno   |
| 22 | D    | Tomáš Kalas     | 15 maggio 1993 (22 anni)    | 20    | 0    | Colonia          |
| 23 | P    | Michal Reichl   | 14 settembre 1992 (22 anni) | 1     | 0    | Sigma Olomouc    |

### Danimarca
Commissario tecnico:  Jess Thorup
La lista definitiva è stata resa nota il 1º giugno 2015. Il 3 giugno 2015 Patrick Banggaard ha sostituito l'infortunato Jores Okore.
| N. | Pos. | Giocatore             | Data nascita (età)          | Pres. | Reti | Squadra                |
| -- | ---- | --------------------- | --------------------------- | ----- | ---- | ---------------------- |
| 1  | P    | Jakob Busk            | 12 settembre 1993 (21 anni) | 12    | 0    | Sandefjord             |
| 2  | D    | Alexander Scholz      | 24 ottobre 1992 (22 anni)   | 9     | 0    | Standard Liegi         |
| 3  | D    | Frederik Sørensen     | 14 aprile 1992 (23 anni)    | 15    | 0    | Verona                 |
| 4  | D    | Jannik Vestergaard    | 3 agosto 1992 (22 anni)     | 24    | 3    | Werder Brema           |
| 5  | D    | Jonas Knudsen         | 16 settembre 1992 (22 anni) | 13    | 0    | Esbjerg                |
| 6  | D    | Andreas Christensen   | 10 aprile 1996 (19 anni)    | 15    | 1    | Chelsea                |
| 7  | A    | Viktor Fischer        | 9 giugno 1994 (21 anni)     | 1     | 0    | Ajax                   |
| 8  | C    | Lasse Christensen     | 15 agosto 1994 (20 anni)    | 14    | 5    | Fulham                 |
| 9  | A    | Yussuf Poulsen        | 15 giugno 1994 (21 anni)    | 11    | 4    | RB Lipsia              |
| 10 | C    | Pierre-Emile Højbjerg | 5 agosto 1995 (19 anni)     | 5     | 4    | Augusta                |
| 11 | A    | Uffe Bech             | 13 gennaio 1993 (22 anni)   | 5     | 1    | Nordsjælland           |
| 12 | D    | Patrick Banggaard     | 4 aprile 1994 (21 anni)     | 6     | 1    | Midtjylland            |
| 13 | D    | Riza Durmisi          | 8 gennaio 1994 (21 anni)    | 6     | 1    | Brøndby                |
| 14 | D    | Christoffer Remmer    | 16 gennaio 1993 (22 anni)   | 10    | 2    | Copenaghen             |
| 15 | C    | Nicolaj Thomsen       | 8 maggio 1993 (22 anni)     | 17    | 3    | Aalborg                |
| 16 | P    | Frederik Rønnow       | 4 agosto 1992 (22 anni)     | 13    | 0    | Horsens                |
| 17 | C    | Christian Nørgaard    | 10 marzo 1994 (21 anni)     | 7     | 0    | Brøndby                |
| 18 | C    | Rasmus Falk           | 15 gennaio 1992 (23 anni)   | 8     | 1    | Odense                 |
| 19 | C    | Jens Jønsson          | 10 gennaio 1993 (22 anni)   | 12    | 2    | Aarhus                 |
| 20 | A    | Nicolai Brock-Madsen  | 9 gennaio 1993 (22 anni)    | 14    | 7    | Randers                |
| 21 | A    | Emil Berggreen        | 10 maggio 1993 (22 anni)    | 5     | 1    | Eintracht Braunschweig |
| 22 | P    | David Jensen          | 25 marzo 1992 (23 anni)     | 4     | 0    | Nordsjælland           |
| 23 | C    | Pione Sisto           | 4 febbraio 1995 (20 anni)   | 0     | 0    | Midtjylland            |

### Germania
Commissario tecnico:  Horst Hrubesch
Il 26 maggio 2015 è stata ufficializzata una lista provvisoria di 28 giocatori. La lista definitiva è stata resa nota il 7 giugno 2015.
| N. | Pos. | Giocatore             | Data nascita (età)          | Pres. | Reti | Squadra                  |
| -- | ---- | --------------------- | --------------------------- | ----- | ---- | ------------------------ |
| 1  | P    | Bernd Leno            | 4 marzo 1992 (23 anni)      | 14    | 0    | Bayer Leverkusen         |
| 2  | D    | Julian Korb           | 21 marzo 1992 (23 anni)     | 6     | 0    | Borussia Mönchengladbach |
| 3  | D    | Christian Günter      | 28 febbraio 1993 (22 anni)  | 6     | 0    | Friburgo                 |
| 4  | D    | Matthias Ginter       | 19 gennaio 1994 (21 anni)   | 10    | 0    | Borussia Dortmund        |
| 5  | D    | Nico Schulz           | 1º aprile 1993 (22 anni)    | 10    | 1    | Hertha Berlino           |
| 6  | C    | Johannes Geis         | 17 agosto 1993 (21 anni)    | 10    | 0    | Magonza                  |
| 7  | C    | Leonardo Bittencourt  | 19 dicembre 1993 (21 anni)  | 16    | 3    | Hannover 96              |
| 8  | C    | Yunus Malli           | 24 febbraio 1992 (23 anni)  | 10    | 1    | Magonza                  |
| 9  | A    | Kevin Volland         | 30 luglio 1992 (22 anni)    | 18    | 9    | Hoffenheim               |
| 10 | C    | Moritz Leitner        | 8 dicembre 1992 (22 anni)   | 23    | 7    | Stoccarda                |
| 11 | C    | Emre Can              | 12 gennaio 1994 (21 anni)   | 9     | 0    | Liverpool                |
| 12 | P    | Marc-André ter Stegen | 30 aprile 1992 (23 anni)    | 9     | 0    | Barcellona               |
| 13 | A    | Philipp Hofmann       | 30 marzo 1993 (22 anni)     | 15    | 9    | Kaiserslautern           |
| 14 | C    | Kerem Demirbay        | 3 luglio 1993 (21 anni)     | 0     | 0    | Kaiserslautern           |
| 15 | A    | Serge Gnabry          | 14 luglio 1995 (19 anni)    | 2     | 0    | Arsenal                  |
| 16 | D    | Robin Knoche          | 22 maggio 1992 (23 anni)    | 9     | 1    | Wolfsburg                |
| 17 | C    | Joshua Kimmich        | 8 febbraio 1995 (20 anni)   | 4     | 0    | RB Lipsia                |
| 18 | C    | Maximilian Arnold     | 27 maggio 1994 (21 anni)    | 4     | 0    | Wolfsburg                |
| 19 | C    | Amin Younes           | 6 agosto 1993 (21 anni)     | 14    | 3    | Kaiserslautern           |
| 20 | C    | Max Meyer             | 18 settembre 1995 (19 anni) | 5     | 1    | Schalke 04               |
| 21 | C    | Felix Klaus           | 13 settembre 1992 (22 anni) | 2     | 0    | Friburgo                 |
| 22 | D    | Dominique Heintz      | 15 agosto 1993 (21 anni)    | 5     | 1    | Kaiserslautern           |
| 23 | P    | Timo Horn             | 12 maggio 1993 (22 anni)    | 4     | 0    | Colonia                  |

### Serbia
Commissario tecnico:  Mladen Dodić
La lista definitiva è stata resa nota il 29 maggio 2015.
| N. | Pos. | Giocatore            | Data nascita (età)          | Pres. | Reti | Squadra           |
| -- | ---- | -------------------- | --------------------------- | ----- | ---- | ----------------- |
| 1  | P    | Marko Dmitrović      | 24 gennaio 1992 (23 anni)   |       |      | Charlton          |
| 2  | C    | Aleksandar Kovačević | 9 gennaio 1992 (23 anni)    |       |      | Stella Rossa      |
| 3  | D    | Marko Petković       | 3 settembre 1992 (22 anni)  |       |      | Stella Rossa      |
| 4  | C    | Srđan Mijailović     | 10 novembre 1993 (21 anni)  |       |      | Kayserispor       |
| 5  | D    | Uroš Ćosić           | 24 ottobre 1992 (22 anni)   |       |      | Pescara           |
| 6  | D    | Aleksandar Pantić    | 11 aprile 1992 (23 anni)    |       |      | Córdoba           |
| 7  | C    | Goran Čaušić         | 5 maggio 1992 (23 anni)     |       |      | Eskişehirspor     |
| 8  | C    | Mirko Ivanić         | 13 settembre 1993 (21 anni) |       |      | Vojvodina         |
| 9  | A    | Aleksandar Pešić     | 21 maggio 1992 (23 anni)    |       |      | Tolosa            |
| 10 | C    | Filip Đuričić        | 30 gennaio 1992 (23 anni)   |       |      | Southampton       |
| 11 | A    | Filip Kostić         | 1º novembre 1992 (22 anni)  |       |      | Stoccarda         |
| 12 | P    | Nikola Perić         | 4 febbraio 1992 (23 anni)   |       |      | Jagodina          |
| 13 | D    | Nemanja Petrović     | 17 aprile 1992 (23 anni)    |       |      | Partizan          |
| 14 | C    | Darko Brašanac       | 12 febbraio 1992 (23 anni)  |       |      | Partizan          |
| 15 | D    | Uroš Spajić          | 13 febbraio 1993 (22 anni)  |       |      | Tolosa            |
| 16 | A    | Luka Milunović       | 21 dicembre 1992 (22 anni)  |       |      | Platania          |
| 17 | D    | Aleksandar Filipović | 20 dicembre 1994 (20 anni)  |       |      | Jagodina          |
| 18 | C    | Miloš Jojić          | 19 marzo 1992 (23 anni)     |       |      | Borussia Dortmund |
| 19 | A    | Nikola Stojiljković  | 17 agosto 1992 (22 anni)    |       |      | Čukarički Stankom |
| 20 | D    | Lazar Ćirković       | 22 agosto 1992 (22 anni)    |       |      | Partizan          |
| 21 | A    | Slavoljub Srnić      | 12 gennaio 1992 (23 anni)   |       |      | Čukarički Stankom |
| 22 | D    | Filip Stojković      | 22 gennaio 1992 (23 anni)   |       |      | Čukarički Stankom |
| 23 | P    | Nemanja Stevanović   | 5 maggio 1992 (23 anni)     |       |      | Čukarički Stankom |

## Gruppo B

### Inghilterra
Commissario tecnico:  Gareth Southgate
Il 20 maggio 2015 è stata ufficializzata una lista provvisoria di 27 giocatori. La lista definitiva è stata resa nota il 2 giugno 2015.
| N. | Pos. | Giocatore           | Data nascita (età)          | Pres. | Reti | Squadra         |
| -- | ---- | ------------------- | --------------------------- | ----- | ---- | --------------- |
| 1  | P    | Jack Butland        | 10 marzo 1993 (22 anni)     | 27    | 0    | Stoke City      |
| 2  | D    | Carl Jenkinson      | 8 febbraio 1992 (23 anni)   | 10    | 2    | Arsenal         |
| 3  | D    | Luke Garbutt        | 21 maggio 1993 (22 anni)    | 11    | 0    | Everton         |
| 4  | C    | Jake Forster-Caskey | 25 aprile 1994 (21 anni)    | 13    | 1    | Brighton & Hove |
| 5  | D    | John Stones         | 28 maggio 1994 (21 anni)    | 10    | 0    | Everton         |
| 6  | D    | Ben Gibson          | 15 gennaio 1993 (22 anni)   | 10    | 0    | Middlesbrough   |
| 7  | C    | Alex Pritchard      | 3 maggio 1993 (22 anni)     | 6     | 0    | Tottenham       |
| 8  | C    | James Ward-Prowse   | 1º novembre 1994 (20 anni)  | 15    | 4    | Southampton     |
| 9  | A    | Harry Kane          | 28 luglio 1993 (21 anni)    | 10    | 8    | Tottenham       |
| 10 | C    | Tom Carroll         | 28 maggio 1992 (23 anni)    | 14    | 2    | Tottenham       |
| 11 | C    | Nathan Redmond      | 6 marzo 1994 (21 anni)      | 22    | 5    | Norwich City    |
| 12 | P    | Jonathan Bond       | 19 maggio 1993 (22 anni)    | 6     | 0    | Watford         |
| 13 | P    | Marcus Bettinelli   | 24 maggio 1992 (23 anni)    | 1     | 0    | Fulham          |
| 14 | C    | Nathaniel Chalobah  | 12 dicembre 1994 (20 anni)  | 21    | 0    | Chelsea         |
| 15 | D    | Michael Keane       | 11 gennaio 1993 (22 anni)   | 19    | 3    | Burnley         |
| 16 | C    | Jesse Lingard       | 15 dicembre 1992 (22 anni)  | 7     | 1    | Manchester Utd  |
| 17 | A    | Danny Ings          | 23 luglio 1992 (22 anni)    | 9     | 4    | Burnley         |
| 18 | A    | Saido Berahino      | 4 agosto 1993 (21 anni)     | 13    | 10   | West Bromwich   |
| 19 | C    | Will Hughes         | 17 aprile 1995 (20 anni)    | 14    | 2    | Derby County    |
| 20 | D    | Liam Moore          | 31 gennaio 1993 (22 anni)   | 12    | 1    | Leicester City  |
| 21 | D    | Calum Chambers      | 20 gennaio 1995 (20 anni)   | 2     | 0    | Arsenal         |
| 22 | D    | Matt Targett        | 18 settembre 1995 (19 anni) | 1     | 0    | Southampton     |
| 23 | C    | Ruben Loftus-Cheek  | 23 gennaio 1996 (19 anni)   | 0     | 0    | Chelsea         |

### Italia
Commissario tecnico:  Luigi Di Biagio
Il 1º giugno 2015 è stata ufficializzata una lista provvisoria di 27 giocatori. La lista definitiva è stata resa nota il 7 giugno 2015.
| N. | Pos. | Giocatore             | Data nascita (età)          | Pres. | Reti | Squadra        |
| -- | ---- | --------------------- | --------------------------- | ----- | ---- | -------------- |
| 1  | P    | Francesco Bardi       | 18 gennaio 1992 (23 anni)   | 34    | 0    | Chievo         |
| 2  | D    | Stefano Sabelli       | 13 gennaio 1993 (22 anni)   | 7     | 0    | Bari           |
| 3  | D    | Cristiano Biraghi     | 1º settembre 1992 (22 anni) | 20    | 1    | Chievo         |
| 4  | C    | Lorenzo Crisetig      | 20 gennaio 1993 (22 anni)   | 14    | 2    | Cagliari       |
| 5  | D    | Daniele Rugani        | 29 luglio 1994 (20 anni)    | 7     | 2    | Empoli         |
| 6  | D    | Alessio Romagnoli     | 12 gennaio 1995 (20 anni)   | 4     | 0    | Sampdoria      |
| 7  | C    | Federico Viviani      | 24 marzo 1992 (23 anni)     | 15    | 2    | Latina         |
| 8  | C    | Stefano Sturaro       | 9 marzo 1993 (22 anni)      | 5     | 1    | Juventus       |
| 9  | A    | Andrea Belotti        | 20 dicembre 1993 (21 anni)  | 14    | 8    | Palermo        |
| 10 | A    | Domenico Berardi      | 1º agosto 1994 (20 anni)    | 9     | 1    | Sassuolo       |
| 11 | A    | Federico Bernardeschi | 16 febbraio 1994 (21 anni)  | 6     | 2    | Fiorentina     |
| 12 | D    | Federico Barba        | 1º settembre 1993 (21 anni) | 2     | 0    | Empoli         |
| 13 | D    | Matteo Bianchetti     | 17 marzo 1993 (22 anni)     | 20    | 0    | Spezia         |
| 14 | P    | Marco Sportiello      | 10 maggio 1992 (23 anni)    | 0     | 0    | Atalanta       |
| 15 | C    | Marco Benassi         | 8 settembre 1994 (20 anni)  | 8     | 0    | Torino         |
| 16 | C    | Daniele Baselli       | 12 marzo 1992 (23 anni)     | 12    | 0    | Atalanta       |
| 17 | D    | Armando Izzo          | 2 marzo 1992 (23 anni)      | 0     | 0    | Genoa          |
| 18 | C    | Cristian Battocchio   | 10 febbraio 1992 (23 anni)  | 16    | 2    | Virtus Entella |
| 19 | A    | Marcello Trotta       | 29 settembre 1992 (22 anni) | 6     | 3    | Avellino       |
| 20 | P    | Nicola Leali          | 17 febbraio 1993 (22 anni)  | 1     | 0    | Cesena         |
| 21 | C    | Danilo Cataldi        | 6 agosto 1994 (20 anni)     | 4     | 1    | Lazio          |
| 22 | D    | Davide Zappacosta     | 11 giugno 1992 (23 anni)    | 14    | 0    | Atalanta       |
| 23 | A    | Simone Verdi          | 12 luglio 1992 (22 anni)    | 3     | 1    | Empoli         |

### Portogallo
Commissario tecnico:  Rui Jorge
Il 1º giugno 2015 è stata ufficializzata una lista provvisoria di 25 giocatori. La lista definitiva è stata resa nota il 7 giugno 2015.
| N. | Pos. | Giocatore          | Data nascita (età)          | Pres. | Reti | Squadra             |
| -- | ---- | ------------------ | --------------------------- | ----- | ---- | ------------------- |
| 1  | P    | José Sá            | 17 gennaio 1993 (22 anni)   | 11    | 0    | Marítimo            |
| 2  | D    | Ricardo Esgaio     | 16 maggio 1993 (22 anni)    | 13    | 3    | Académica           |
| 3  | D    | Tiago Ilori        | 26 febbraio 1993 (22 anni)  | 6     | 1    | Bordeaux            |
| 4  | D    | Paulo Oliveira     | 8 gennaio 1992 (23 anni)    | 18    | 1    | Sporting CP         |
| 5  | D    | Raphaël Guerreiro  | 22 dicembre 1993 (21 anni)  | 8     | 0    | Lorient             |
| 6  | C    | William Carvalho   | 7 aprile 1992 (23 anni)     | 10    | 2    | Sporting CP         |
| 7  | C    | Rafa Silva         | 17 maggio 1993 (22 anni)    | 11    | 3    | Braga               |
| 8  | C    | Sérgio Oliveira    | 2 giugno 1992 (23 anni)     | 18    | 3    | Paços de Ferreira   |
| 9  | A    | Gonçalo Paciência  | 1º agosto 1994 (20 anni)    | 4     | 0    | Porto               |
| 10 | C    | Bernardo Silva     | 10 agosto 1994 (20 anni)    | 9     | 2    | Monaco              |
| 11 | A    | Iuri Medeiros      | 10 luglio 1994 (20 anni)    | 4     | 0    | Arouca              |
| 12 | P    | Daniel Fernandes   | 13 novembre 1992 (22 anni)  | 6     | 0    | Osnabrück           |
| 13 | D    | João Cancelo       | 27 maggio 1994 (21 anni)    | 3     | 0    | Valencia            |
| 14 | D    | Tobias Figueiredo  | 2 febbraio 1994 (21 anni)   | 2     | 0    | Sporting CP         |
| 15 | D    | Frederico Venâncio | 4 febbraio 1993 (22 anni)   | 2     | 0    | Vitória Setúbal     |
| 16 | C    | Rúben Neves        | 13 marzo 1997 (18 anni)     | 6     | 1    | Porto               |
| 17 | A    | Carlos Mané        | 11 marzo 1994 (21 anni)     | 9     | 2    | Sporting CP         |
| 18 | A    | Ivan Cavaleiro     | 18 ottobre 1993 (21 anni)   | 10    | 6    | Deportivo La Coruña |
| 19 | A    | Ricardo Horta      | 15 settembre 1994 (20 anni) | 5     | 0    | Málaga              |
| 20 | C    | Tó Zé              | 14 gennaio 1993 (22 anni)   | 10    | 0    | Estoril Praia       |
| 21 | A    | Ricardo            | 6 ottobre 1993 (21 anni)    | 14    | 6    | Porto               |
| 22 | P    | Bruno Varela       | 4 novembre 1994 (20 anni)   | 1     | 0    | Benfica             |
| 23 | C    | João Mário         | 19 gennaio 1993 (22 anni)   | 8     | 1    | Sporting CP         |

### Svezia
Commissario tecnico:  Håkan Ericson
La lista definitiva è stata resa nota il 2 giugno 2015. Il 15 giugno 2015 Victor Lindelöf ha sostituito Emil Krafth, infortunatosi alla schiena.
| N. | Pos. | Giocatore           | Data nascita (età)         | Pres. | Reti | Squadra                  |
| -- | ---- | ------------------- | -------------------------- | ----- | ---- | ------------------------ |
| 1  | P    | Patrik Carlgren     | 8 gennaio 1992 (23 anni)   | 12    | 0    | AIK                      |
| 2  | D    | Victor Lindelöf     | 17 luglio 1994 (20 anni)   | 4     | 0    | Benfica                  |
| 3  | D    | Alexander Milošević | 30 gennaio 1992 (23 anni)  | 20    | 3    | Beşiktaş                 |
| 4  | D    | Filip Helander      | 22 aprile 1993 (22 anni)   | 13    | 0    | Malmö FF                 |
| 5  | D    | Ludwig Augustinsson | 21 aprile 1994 (21 anni)   | 11    | 0    | Copenhagen               |
| 6  | C    | Oscar Lewicki       | 14 luglio 1992 (22 anni)   | 21    | 2    | Malmö FF                 |
| 7  | C    | Oscar Hiljemark     | 28 giugno 1992 (22 anni)   | 31    | 3    | PSV                      |
| 8  | C    | Abdul Khalili       | 7 giugno 1992 (23 anni)    | 7     | 0    | Mersin İdman Yurdu       |
| 9  | A    | Branimir Hrgota     | 12 gennaio 1993 (22 anni)  | 12    | 3    | Borussia Mönchengladbach |
| 10 | A    | John Guidetti       | 15 aprile 1992 (23 anni)   | 17    | 9    | Celtic                   |
| 11 | A    | Isaac Kiese Thelin  | 24 giugno 1992 (22 anni)   | 6     | 6    | Bordeaux                 |
| 12 | P    | Jacob Rinne         | 20 giugno 1993 (21 anni)   | 3     | 0    | Örebro                   |
| 13 | C    | Arber Zeneli        | 25 febbraio 1995 (20 anni) | 4     | 1    | Elfsborg                 |
| 14 | A    | Mikael Ishak        | 31 marzo 1993 (22 anni)    | 20    | 10   | Randers                  |
| 15 | C    | Kristoffer Olsson   | 30 giugno 1995 (19 anni)   | 9     | 3    | Midtjylland              |
| 16 | C    | Simon Tibbling      | 7 settembre 1994 (20 anni) | 13    | 0    | Groningen                |
| 17 | D    | Joseph Baffoe       | 7 novembre 1992 (22 anni)  | 12    | 0    | Halmstad                 |
| 18 | D    | Sebastian Holmén    | 29 aprile 1992 (23 anni)   | 11    | 0    | Elfsborg                 |
| 19 | C    | Sam Larsson         | 10 aprile 1993 (22 anni)   | 6     | 1    | Heerenveen               |
| 20 | C    | Robin Quaison       | 9 ottobre 1993 (21 anni)   | 11    | 0    | Palermo                  |
| 21 | D    | Pa Konate           | 25 aprile 1994 (21 anni)   | 5     | 0    | Malmö FF                 |
| 22 | C    | Simon Gustafson     | 11 gennaio 1995 (20 anni)  | 6     | 2    | Häcken                   |
| 23 | P    | Andreas Linde       | 24 luglio 1993 (21 anni)   | 3     | 0    | Molde                    |